# Саида аль-Хурра
Саида аль-Хурра (араб.  السيدة الحرة‎; 1485 — 14 июля 1561), настоящее имя Лалла Айша бинт Али ибн Рашид  аль-Алами, — правительница Тетуана в 1515—1542 годах и королева пиратов начала XVI века. Считается «одной из важнейших женских фигур исламского Запада в современную эпоху».
Будучи союзником османского берберского пирата Аруджа Барбароссы, Саида аль-Хурра контролировала западное Средиземноморье, в то время как Барбаросса держал в страхе восточное. В 1515 году она стала последней женщиной в истории ислама, которая законно получила титул «аль-Хурра» (королева) после смерти своего мужа, правившего Тетуаном. Позднее вышла замуж за берберского султана Марокко Абу-ль-Аббаса Ахмада, но отказалась покинуть Тетуан. Эта свадьба стала единственной в марокканской истории, когда султан женился вдали от столицы своей страны — Феса.

## Имя
Титул саида аль-хурра означает «благородная дама, свободная и независимая; женщина-властительница, не склоняющаяся ни перед какой высшей властью».

## Ранняя биография
Саида аль-Хурра была потомком шерифа Абд ас-Салама аль-Алами, который вёл свой род от Хасана ибн Али. Она родилась около 1485 года (по хиджре около 890 года) в известной мусульманской семье (из андалусской знати), которая, после того как католические короли завоевали Гранадский эмират в 1492 году, бежала в Марокко, где поселилась в Шефшауэне (Шавене).
В 16 лет девушка вышла замуж за друга своего отца. Её супруг Али аль-Мандри, который был на 30 лет старше юной жены, в своё время также бежал из Андалусии, после чего возродил разрушенный Тетуан и стал его правителем. Саида аль-Хурра была обещана ему в жёны, ещё будучи ребёнком. Некоторые источники, однако, утверждают, что она была замужем за сыном аль-Мандри — аль-Мандри II.

## Правительница Тетуана
Муж доверял ей бразды правления в Тетуане каждый раз, когда выезжал за пределы города. Когда он скончался в 1515 году, население, привыкшее к её власти, признало ее правительницей Тетуана, дав ей титул «аль-хурра». Испанские и португальские источники описывают Саиду аль-Хурру как «своего партнёра в дипломатической игре». Некоторые историки считают, что необычная «степень принятия Аль-Хурры в качестве правителя» может быть объяснена «андалусским знакомством с женщиной, унаследовавшей власть от монархических семей в Испании, таких как семья Изабеллы I Кастильской». Другие же полагают, что Саида аль-Хурра преуспела в качестве правительницы благодаря тому, что была «бесспорным лидером пиратов западного Средиземноморья».
В 1541 году она приняла предложение Абу-ль-Аббаса Ахмада, султана из марокканской династии Ваттасидов, который прибыл из Феса в Тетуан, чтобы жениться на ней. Её брак с ним — единственный известный случай, когда марокканский султан женился за пределами своей столицы. Исключение пришлось сделать из-за того, что Саида аль-Хурра не была готова не только отказаться от своей роли правительницы Тетуана, но даже и согласиться покинуть город для брачной церемонии. Считается, что невеста настояла на прибытии Абу-ль-Аббаса Ахмада в Тетуан для проведении бракосочетания, чтобы показать всем, что она не собирается устраняться от управления Тетуаном, даже будучи замужем за султаном.
Она способствовала тому, чтобы её брат Мулай Ибрагим стал визирем Абу-ль-Аббаса Ахмада, что делало Рашидов, её род, основными игроками в усилиях по объединению Марокко в борьбе против быстро растущих держав Испании и Португалии.

## Пиратка
Саида аль-Хурра не могла ни забыть, ни простить унижения, пережитого её семьёй при бегстве из Гранады. Желая отомстить «христианскому врагу», женщина обратилась к пиратству. Она заключила союз с османским пиратом Аруджем Барбароссой из Алжира. Пиратство обеспечивало быстрый доход, добычу и выкуп за пленных, а также помогало сохранять мечту о возвращении в Андалусию. Христиане уважали её в качестве царицы, имевшей власть над Средиземным морем. Кроме того, именно с ней приходилось вести переговоры об освобождении португальских и испанских пленников. Например, в «Забытых королевах ислама» Фатима Мернисси упоминает испанские исторические документы 1540 года, согласно которым проводились переговоры между ней и испанцами после успешной пиратской операции в Гибралтаре, в ходе которой пираты захватили много добычи и пленников.

## Поздняя биография
В октябре 1542 года Саида аль-Хурра была свергнута — лишена власти в Тетуане и имущества — своим пасынком, Мухаммадом аль-Хассаном аль-Мандри,. Смирившись с потерей власти, Саида аль-Хурра вернулась в Шавен, где прожила ещё почти 20 лет, скончавшись 14 июля 1561 года.